# Fuente de la República
La Fuente de la República es una fuente y escultura de acero al carbono instalada en la Ciudad de México. Fue inaugurado el 13 de diciembre de 2007 por Marcelo Ebrard, entonces jefe de Gobierno, y se ubicó en la intersección de la Avenida Paseo de la Reforma, Avenida Juárez y Avenida Bucareli, en la delegación Cuauhtémoc. La fuente fue creada específicamente para las celebraciones del bicentenario de la independencia del país en 2010. Fue diseñada por Manuel Felguérez, quien también diseñó la escultura Puerta 1808 que se encuentra frente a ella.

## Historia y diseño

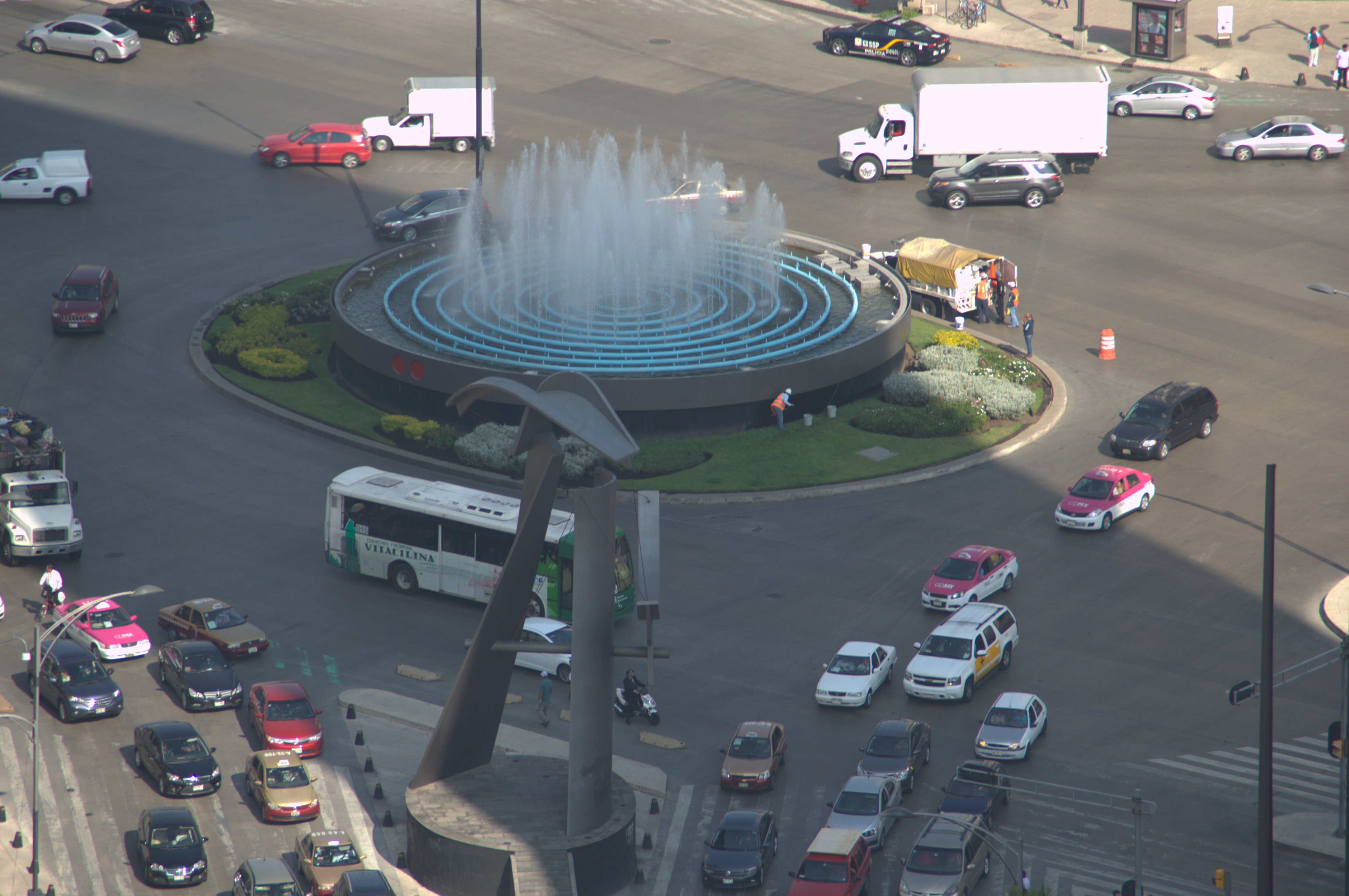
El interior de la fuente con Puerta 1808 al frente.

Durante la planificación de la instalación de Puerta 1808, Manuel Felguérez utilizó el espacio para conceptualizar cómo ubicarlo en la esquina de Paseo de la Reforma y Avenida Juárez. Mencionó que, en ese momento, solo había una rotonda con césped en mal estado y comentó a su equipo que una fuente podría mejorar la vista; la rotonda sustituyó a la Glorieta del Caballito, cuya escultura principal fue retirada en 1979. Sugirió que no fuera demasiado alta para no desviar la atención de todos los monumentos visibles de la zona. El día de la inauguración de Puerta 1808 (20 de octubre de 2007), Felguérez le insinuó a Marcelo Ebrard, jefe de Gobierno, que una fuente sería una buena manera de decorar el espacio, y él la aprobó. Felguérez lo diseñó in situ con el Monumento a la Revolución como referencia visual. Los chorros de agua que arrojaría tomarían la forma del monumento, con curvas altas en el centro y curvas afiladas a los lados. Estos alcanzan los 2 metros de altura. Juan Álvarez del Castillo fue elegido como arquitecto. La fuente de hormigón, está recubierta de acero al carbono; tiene 20 m de diámetro, 700 chorros de agua, 200 lámparas y ocho bombas que mueven 100 metros cúbicos de agua reciclada. Felguérez dijo que la fuente se diferencia de las demás porque en lugar de tener una escultura en el centro, la fuente misma es la escultura. En el borde se pintan dos círculos rojos que representan los ojos de México. La fuente fue inaugurada el 13 de diciembre de 2007 para las celebraciones del bicentenario de la independencia del país en 2010.